# Abhisheka
Abhisheka (u. a. auch Abhisheka, Abhiṣeka, chinesisch 灌頂 / 灌顶, Pinyin guàndǐng) ist ein Sanskrit-Ausdruck vergleichbar dem Puja, Yagya und Arati und bedeutet: eine devotionale Handlung;  ein ausgeübtes Gebet, Übergangsriten und/oder religiöse Riten oder Rituale. Innerhalb dieser Spanne von Bedeutungen ist Abhiṣeka allen dharmischen Glaubensrichtungen wie z. B. Hinduismus, Buddhismus und Jainismus gemein.

## Abhisheka als Ritual

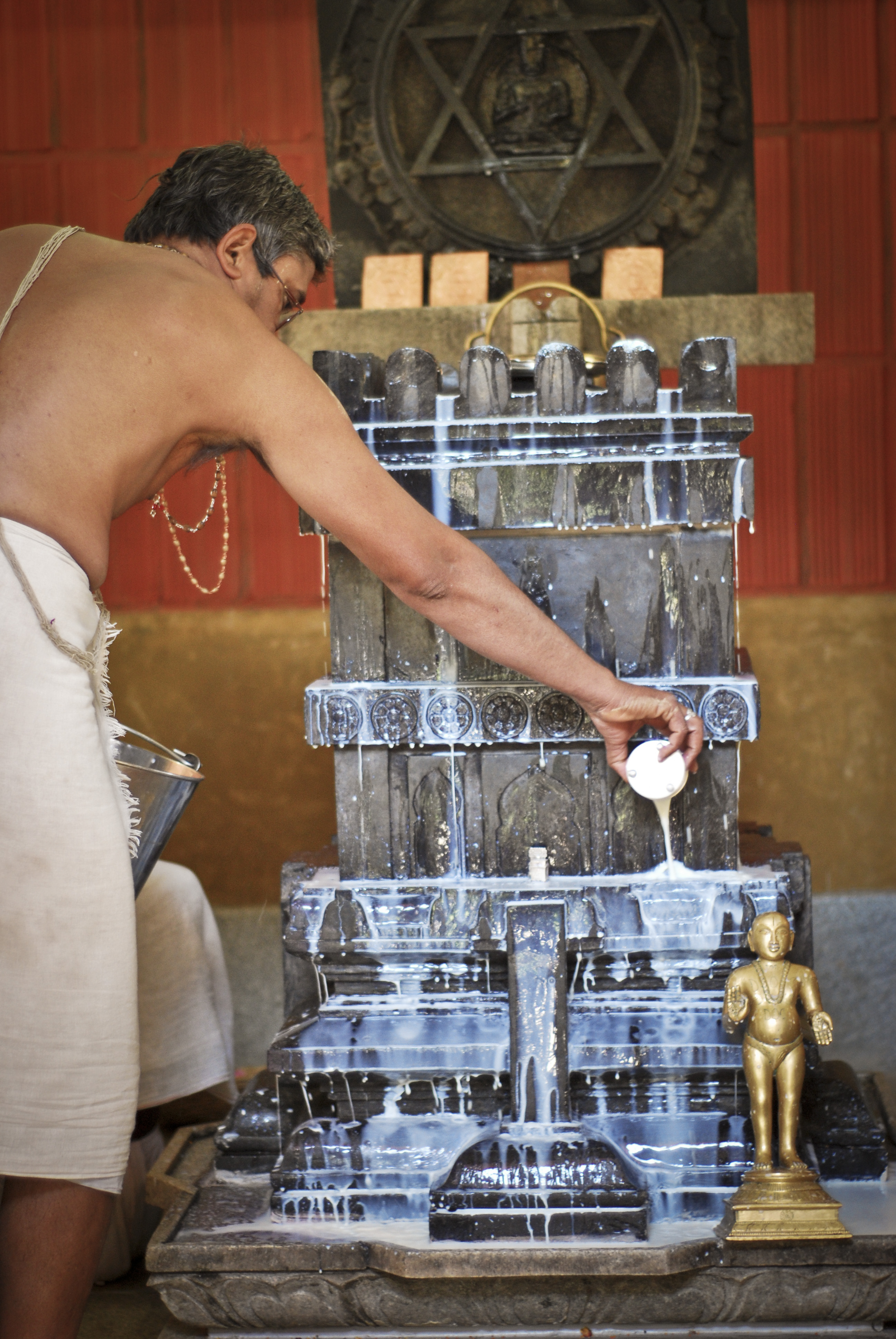
Abhisheka ritual in Agara, Karnataka.

Abhisheka, auch Abhishekam genannt, wird von Priestern durchgeführt, indem ein Trankopfer auf das Abbild der verehren Gottheit geschüttet wird, während Mantras gesungen werden. Gewöhnlich werden Opfer wie Milch, Joghurt, Ghee, Honig, Panchaamrutam, Sesam-Öl, Rosenwasser, Sandalholzpaste geschüttet, neben anderen Opfern in Abhängigkeit von dem jeweiligen Abhishekam-Typ, das vollzogen wird. Dieses Ritual wird routinemäßig in den meisten Hindu- und Jain-Tempeln abgehalten. „Rudraabhisheka“ (रुद्राभिषेक) (Abhisheka des Rudra) wird an Shivalingams vollzogen.

## Abhisheka in den verschiedenen Religionen

### Hinduismus
Abhisheka ist die Bezeichnung, die einem ehemaligen vedischen Ritus gegeben wurde, bei dem Regierungsbeamte gesalbt wurden, insbesondere Staatsoberhäupter bei der Machtübernahme oder um ein bedeutendes Ereignis zu kennzeichnen. Es ist auch die Badezeremonie und Salbung, die an bestimmten Feiertagen für die Tempelgötter durchgeführt wird.

### Buddhismus

#### Indo-Tibetanischer Buddhismus

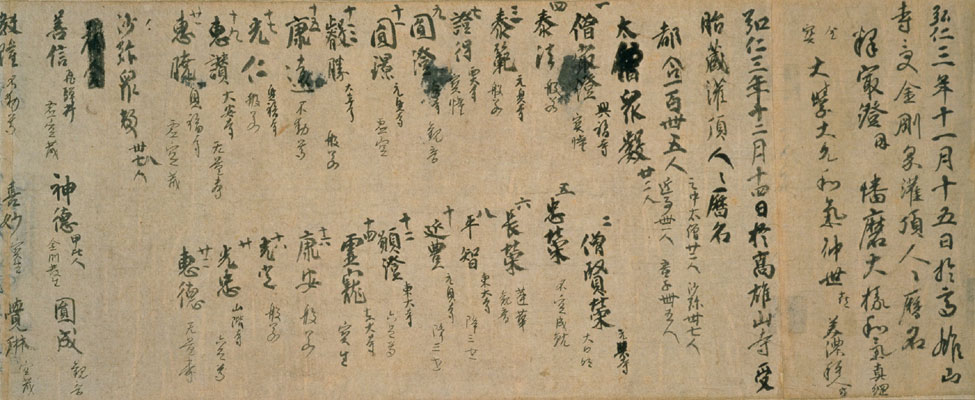
Liste von Abhisheka-Eingeweihten im Jahre 812 in Takaosan-ji (高雄山寺)

In der indo-tibetanisch-buddhistischen Tradition kann Abhisheka eine Methode sein, eine esoterische Transmission zu vollziehen, ein Weg, Segnungen einer Abstammungslinie an die Teilnehmer zu übermitteln, oder es kann eine Ermächtigung sein, um mit einer besonderen Meditationsübung anzufangen.

#### Shingon-Buddhismus
Das Abhisheka-Ritual (jap. 灌頂, kanjō) im Shingon-Buddhismus ist das Initiationsritual, das benutzt wird, um Studenten des esoterischen Buddhismus zu bestätigen, dass sie nunmehr zu einer höheren Übungsebene graduiert sind. Die verwendeten Schriftzeichen bedeuten wortwörtlich „vom Gipfel ausschütten“, was poetisch den Prozess des Überganges der Lehren des Meisters auf den Studenten beschreibt. Das Ritual war populär im China der Tang-Dynastie. Kūkai, der Begründer des Shingon, studierte dort extensiv, ehe er dieses Ritual der japanischen buddhistischen Gemeinde jener Zeit vorstellte. Ein gesondertes Initiationsritual existiert für das allgemeine Publikum, welches kechien kanjō (結縁灌頂) genannt wird, und symbolisiert ihre Initiation zum esoterischen Buddhismus. Dieses Ritual wird im Allgemeinen nur am Kōya-san in der Präfektur Wakayama in Japan vollzogen, kann aber auch außerhalb Japans von qualifizierten Meistern ausgeführt werden unter entsprechenden Auspizien, auch wenn dies sehr selten geschieht.
Das Shingon-Ritual verwendet eines der beiden Mandalas der zwei Welten (Fünf Buddhas/Fünf Lichtkönige), je nach Anlass. Im esoterischen Ritual nimmt der Lehrer des esoterischen Buddhismus die Rolle des Lehrers an (normalerweise des Mahavairocana-Buddhas), nachdem der Student die Samaya-Gebote empfangen hat, während Meister und Student spezifische Mantras wiederholen in Form eines Dialogs, die man esoterischen buddhistischen Sutren entnimmt. Der Student, dessen Augen verbunden sind, wirft eine Blume auf das aufgebaute Mandala. Wo diese auftrifft, d. h., bei welcher Gottheit, hilft, festzustellen, worauf der Student seine Hingebung auf seinem esoterischen Weg fokussieren sollte. Danach wird die Augenbinde des Studenten abgenommen und eine vajra in seine Hand gelegt.

## Berühmte Abhishekas
- Mahaabhishekam durchgeführt am Mahakaleshwar-Tempel in Ujjain.
- Mahamastakabhisheka beim Shravanabelagola in Karnataka.

## Kulturelle Beispiele
- In der Mahavairocana-Sutra: Buddha enthüllt das Mutterleib-Mandala dem Vajrasattva und lehrt die Rituale, die sich auf das Mutterleib-Mandala beziehen, die bekannt sind als und ein Beispiel sind für abhisheka.
- Rama wurde gebeten, 14 Jahre im Dschungel zu leben, kurz vor seiner Abhisheka.
- Rama führte Abhisheka durch nach Berufung eines Jyotirlinga in Rameswaram mit der vorsitzenden Gottheit Ramalingeshwar.